# Нефедов, Василий Леонидович
Василий Леонидович Нефедов (род. 23 марта 1958, Никольский, Московская область) — советский, российский спортсмен и тренер по современному пятиборью. Мастер спорта СССР международного класса (1978). 3-кратный чемпион мира среди юниоров (1977) лично и (1977, 1978) в команде. Чемпион СССР по современному пятиборью (1978) в личном первенстве. Двукратный победитель Спартакиады народов СССР (1979, 1983) в команде. Обладатель Кубка Европы (1981) в команде и Кубка СССР (1980) в команде.
Является самым молодым чемпионом СССР в личном первенстве по современному пятиборью. Он завоевал это звание в возрасте 20 лет, 4 месяцев и 3 дней.

## Биография
Нефедов Василий родился 23 марта 1958 года в селе Никольское, Химкинского района Московской области.
В двенадцатилетнем возрасте пришел заниматься водным поло в бассейн «Динамо», который располагался раньше рядом с футбольным стадионом «Динамо» (Ленинградский пр-т, 36). Но набор к этому времени уже закончился и ему предложили записаться в секцию современного пятиборья. Так Василий начал свой путь в пятиборье вместе с тренером В. Макаровым. В 1980 году вместе с тренером продолжил тренироваться в ЦСКА (Москва).
Первый крупный успех пришел в 1977 году. На чемпионате мира среди юниоров Нефедов стал 2-кратным победителем в личном и командном первенстве. По итогам выступления на чемпионате мира ему было присвоено звание «Мастер спорта СССР международного класса».
В 1980 году был кандидатом в олимпийскую команду СССР по современному пятиборью.
Входил в сборную команду Советского Союза с 1976 по 1984 годы.

## Спортивные достижения
- Чемпион мира среди юниоров 1977—1978 г. в личном и командном первенстве.
- Чемпион СССР в личном зачете (1978).
- Победитель Спартакиады народов СССР в команде Москвы (1979, 1983).